# 명예백인
명예백인(名譽白人, 영어: honorary whites)은 백인 정권 치하의 인종 분리 정책인 아파르트헤이트를 실시하던 남아프리카 공화국에서 백인이 아닌 다른 인종자에게 백인과 동등한 법적 권리를 인정한다는 의미에서 부여한 호칭이다.

## 유래
아파르트헤이트에 따르면 모든 인종은 백인, 컬러드(흑인과 백인의 혼혈), 흑인, 아시아인(인도계)으로 나뉘고, 이들 4대 인종은 분리발전이라는 미명하에 거주지, 상업지의 엄격한 이용 제한은 물론, 통혼까지 금지당했다. 남아프리카 공화국은 이러한 인종차별정책으로 국제적인 비난과 고립을 자초하여, 1960년대부터 국제연합(UN)에서 축출되었고, 경제적 제재는 물론 올림픽등 국제행사에도 참여를 거부당하면서 외교적으로 고립 상태에 빠지게 된다. 그러나 국제적 비난에도 대부분의 서구 국가들과 일본은 남아프리카 공화국과 외교관계는 맺지 않으면서도 경제교류및 무역을 지속(영사급 관계는 유지)하면서, 백인이 아닌 일본인들을 배려할 목적으로 1961년 남아프리카 공화국 정부는 일본 국적자에게 명예백인으로서 남아프리카 공화국 내에서 백인과 동등한 법적 권리를 부여하였다. 남아프리카 공화국의 백인정권으로서는 국제적 고립의 와중에서 중요한 경제적 파트너인 일본을 배려하여, 자신들의 인종등급원칙에 어긋나나, 일본인은 백인과 동급으로 충분히 "개화문명화"였다고 하여 명예백인으로 간주한 것이다. 백인이 아니면서도 백인이 누리는 혜택을 받은 일본인들이 지속적으로 교역을 하면서 1987년, 일본은 남아프리카 공화국의 최대무역상대국이 되었다.
같은 동아시아인이라도 중국인은 유색인종으로 간주되었으나, 중화민국 국적 소유자는 역시 명예백인의 일원으로 취급되었다. 중화민국은 1970년대 ~ 1980년대에 남아공과의 교역이 급격히 확대되었고, 국제적 고립 상태에 처한 공통점이 있어 남아공 정부도 특별히 배려를 해 준 것이다. 대한민국 국적자에게는 공식적으로 명예백인 호칭이 부여된 적은 없다. 다만, 1961년 남아프리카 공화국과 수교교섭을 할 때 남아공 측에서 남아공과 외교관계가 맺어지면 한국인에게도 명예백인 지위를 부여할 것이라고 했으나, 대한민국에서 국제적 추세에 발맞춰 차별적인 국가와 외교관계를 맺지 않기로 하면서 없던 일로 끝났다. 한국인은 개인에 따라 명예백인 지위를 부여받기도 했다. 명예백인이라고는 하나, 이 시기 남아프리카 공화국을 방문한 비 백인계 인종의 국민들은 대부분 남아공 백인들의 차별을 직간접적으로 경험하였다.
남아프리카 공화국 내에는 소수지만 19세기에 골드러시의 붐을 타고 이주해온 중국인 커뮤니티가 있었는데, 이들은 지속적으로 유색인으로 취급되었다. 중국 음식을 선호하는 백인들을 위하여 중국 음식점을 백인이용가능구역으로 설정하자, 역설적으로 백인 구역의 중국 음식점에 중국인이 출입할 수 없는 모순이 생겼다. 그 후 중국 음식점에 한하여 중국인을 백인과 동등하게 규정하는 등, 아파르트헤이트 체제는 모순의 극치를 달렸다.
또한 이 명예백인 제도는 어디까지나 백인으로 대우한 것이지 백인은 아니라는 논리였다. 즉, 편의를 위해 백인들이 누리는 혜택을 받을 수 있게 한 것일 뿐, 백인이 되는 것은 아니라는 것이었다. 이에 따라 백인과 일본인의 결혼 역시 인정되지 않았다.
명예백인은 동 아시아인 이외에도 국제적으로 명망있는 저명한 인사의 경우는 임시적으로 명예백인의 법적 지위가 부여되었으나, 대부분의 양식있는 인사들은 인종에 등급을 매기는 사고방식자체에 반발하여 남아공 입국을 거부하였다.
흑인의 경우에도 백인정권이 충분히 문명화되었다고 판단한 인사에 한해서는 명예백인으로 취급하였는데, 이들은 대부분 미국출신의 흑인이 많았다. 유명한 스포츠 선수(특히 미국출신의)같이 인지도가 높은 인사들도 상대적으로 우대하였다.
넬슨 만델라 정부에 의해 아파르트헤이트 체제가 붕괴하자, 명예백인이란 호칭도 법적으로는 역사속으로 사라졌다.

## 용례
오늘날에는 명예백인이 정치적으로 올바르지 않은 용어로 받아들여지나, 미국 등에서 동아시아출신의 이민자를 가리켜 사용하는 모범적 이민자 등의 용어에도 여전히 백인편향적인 차별의 뉘앙스가 있다. 모범적인가 그렇지 않은가를 판단하는 주체는 어디까지나 사회주류의 백인들이기 때문이다. 한편, 명예백인이라는 용어는 일본인을 비꼬는 의미로도 사용되었는데, 이는 일본인들의 아시아적 정체성 부정과 서양지향에 대한 비판적 의미를 담고 있다. 동 용어는 흑인 사회에서는 백인지배층에 순종적인 중산층 흑인에 대한 비난의 의미로도 사용되었다.

## 같이 보기
- 명예 아리아인
- 사르지에 바트만
- 야마토 민족을 중핵으로 하는 세계정책의 검토
- 아파르트헤이트